# Philippe Nicloux
Philippe Nicloux, né le 13 octobre 1972 à Nice, est un dessinateur de bande dessinée et illustrateur français.

## Biographie
Natif de Nice, Philippe Nicloux suit les cours de l'école des Beaux Arts de Marseille puis il commence son activité dans le fanzine Fun en Bulles. Il se lance ensuite dans l'illustration jeunesse en travaillant notamment pour les magazines Filoteo et Je bouquine aux éditions Bayard.
Après une première collaboration avec le scénariste BD Mkdeville (Les salades niçoises de Mado) en 2007, les deux complices publient plusieurs albums qui sont des adaptations en bande dessinée de contes de l’écrivain japonais Ryûnosuké Akutagawa chez l'éditeur Les Enfants Rouges : Rashômon (2008) puis Otomi (2009),. Enfin en 2010, les deux auteurs publient l'album Tropique de l'agneau, toujours chez le même éditeur .
Au tournant des années 2010, Philippe Nicloux se lance avec le scénariste Laurent-Frédéric Bollée dans un projet ambitieux : la conception d'un roman graphique consacré à la naissance de l'Australie et notamment à la First Fleet. L'ouvrage de plus de 500 pages intitulé Terra Australis parait en 2013 chez Glénat et obtient le Prix Amerigo-Vespucci 2013 au Festival international de géographie de Saint-Dié-des-Vosges. L'album se retrouve également au mois de juin à la 2e place des « 20 Indispensables » de la BD pour le premier semestre 2013. La suite de Terra Australis intitulée Terra Doloris, paraît en 2018, toujours chez Glénat,. 
Entre-temps, L-F Bollée et Philippe Nicloux ont réalisé un autre roman graphique : Matsumoto, qui raconte l'attentat au gaz sarin à Matsumoto par la secte japonaise AUM en juin 1994. L'album est publié au Japon en 2017 et a été nommé pour le Prix culturel Osamu Tezuka 2018.

## Publications
Sauf indication complémentaire, Philippe Nicloux est le dessinateur et son collaborateur le scénariste. 
- Beauté noire, Glénat
  - 2. Les cruels, avec Noël Simsolo (scénario) et Olivier Balez (dessin), 2019
- Otomi (adaptation en bande dessinée de deux contes de l’écrivain japonais Ryûnosuké Akutagawa), avec Mkdeville (scénario), Les Enfants Rouges, 2009  (ISBN 978-2-354-19018-7)
- Matsumoto, avec Laurent-Frédéric Bollée, Glénat, 2015  (ISBN 978-2-7234-9958-3)
- Rashômon suivi de Dans le fourré (adaptation en bande dessinée de contes de l’écrivain japonais Ryûnosuké Akutagawa), avec Mkdeville (scénario), Les Enfants Rouges, 2008  (ISBN 978-2-354190156)
- (Les) salades niçoises de Mado, avec Noëlle Perna et Mkdeville (scénario), PDP éditions, 2007  (ISBN 978-2-952985406)
- Terra Australis, avec Laurent-Frédéric Bollée, Glénat, 2013  (ISBN 978-2-7234-7257-9)
- Terra Doloris, avec Laurent-Frédéric Bollée, Glénat, 2018  (ISBN 978-2-344-00787-7)
- Tropique de l'agneau, avec Mkdeville (scénario), Les Enfants Rouges, 2010  (ISBN 978-2-354-19025-5)
  - Babylone, tome 1 et 2
  - Tropic of Lamb (édition anglaise), Graphic Gymnaz club, 2013.